# Estación de Játiva
Játiva (en valenciano: Xàtiva) es una estación de ferrocarril situada en el municipio español de Játiva, en la provincia de Valencia, Comunidad Valenciana. Las instalaciones cuentan con servicios de Larga y Media Distancia. Además, forma parte de la línea C-2 de cercanías Valencia de Renfe.
El ferrocarril llegó al municipio en 1854, si bien la actual estación fue inaugurada en 1876. Históricamente, Játiva ha constituido un nudo ferroviario en el que se bifurcan dos líneas férreas, Madrid-Valencia y Játiva-Alcoy, lo que le ha conferido cierta importancia dentro de la red. Además, debido a su situación geográfica (como punto de paso entre la Meseta y Levante) el recinto ha tenido un importante tráfico de viajeros y mercancías. 

## Situación ferroviaria
La estación, situada a 99 metros de altitud, forma parte del trazado de las siguientes líneas férreas:
- Línea férrea de ancho ibérico Madrid-Valencia, punto kilométrico 48,4.[3]
- Línea férrea de ancho ibérico Játiva-Alcoy, punto kilométrico 0,0.[3]

## Historia

### De los orígenes a la época de «Norte»
La actual estación fue inaugurada en 1876 tras la destrucción de la antigua estación (situada a 1'4 km de la actual) durante la tercera guerra carlista, la cual había sido inaugurada el 20 de diciembre de 1854 con la apertura del tramo Manuel-Játiva de la línea que pretendía unir Valencia con Játiva. Las obras de la primera estación corrieron a cargo de la Compañía del Ferrocarril de Játiva a El Grao de Valencia. Posteriormente dicha compañía pasó a llamarse primero «Compañía del Ferrocarril de El Grao de Valencia a Almansa» y luego «Sociedad de los Ferrocarriles de Almansa a Játiva y a El Grao de Valencia», hasta que finalmente, en 1862, adoptó el que ya sería su nombre definitivo, el de la Sociedad de los Ferrocarriles de Almansa a Valencia y Tarragona (AVT), tras lograr la concesión de la línea que iba de Valencia a Tarragona.
En 1889, la muerte de José Campo Pérez, principal impulsor de la compañía, abocó la misma a una fusión con la Compañía de los Caminos de Hierro del Norte. El 29 de marzo de 1893 esta última puso en funcionamiento el tramo Játiva-Albaida de lo que era el primer paso para la futura conexión de Játiva con Alcoy, haciendo efectiva una concesión que el propio José Campo había logrado poco antes de su muerte. Este nuevo trazado no entró en servicio hasta abril de 1904, lo que convirtió a la estación de Játiva en un nudo ferroviario en el que se bifurcaban dos líneas. 
El 12 de febrero de 1939, unas semanas antes de que finalizase la Guerra Civil, una escuadrilla de bombarderos italianos de la Aviación Legionaria realizó una incursión sobre la estación, en el denominado bombardeo de Játiva. El ataque destrozó el edificio de viajeros y dañó gravemente las instalaciones ferroviarias, además de causar 129 muertos y más de 200 heridos. Las bombas también alcanzaron a un tren que estaba entrando en la estación.

### Los años de RENFE y Adif
En 1941, tras la nacionalización de la red ferroviaria de ancho ibérico, la estación pasó a ser gestionada por la recién creada RENFE. En la década de 1970 se procedió al desdoblamiento de la vía y a la electrificación en la línea Madrid-Valencia, que para entonces acogía un importante tráfico. 
Desde enero de 2005, tras la extinción de RENFE, el ente Adif es el titular de las instalaciones ferroviarias mientras que Renfe Operadora se ha encargado de la explotación comercial. En la década de 2010 se llevaron a cabo diversas obras en el recinto para su adecuación a la llegada de la alta velocidad, con la construcción de una nueva línea que enlace Valencia con Alicante. Entre otras cosas, esto supuso una reorganización de la playa de vías.

## La estación
Está situada entre el casco urbano y el polígono industrial de Játiva, junto a la avenida Ausías March. La estación que no se corresponde con la inicialmente construida posee un amplio edificio para viajeros de planta rectangular y dos alturas. Dispone de cuatro andenes, tres centrales y uno lateral y de diez vías. En el exterior existe un aparcamiento habilitado.

## Servicios ferroviarios

### Larga Distancia
Játiva dispone de amplias conexiones de larga distancia que la unen principalmente con Madrid, Barcelona, Valencia, Sevilla, Málaga y Badajoz. Dichos trayectos se cubren con trenes Talgo. Además, el Talgo Mare Nostrum la enlaza con el sur de Francia y con Murcia.

### Media Distancia
Los trenes de media distancia tienen como principales destinos las ciudades de Valencia, Alcoy, Murcia, Cartagena, Alicante, Albacete y Ciudad Real

### Cercanías
Los trenes de cercanías de la línea C-2, que une Játiva con Valencia, Alcudia de Crespins y Mogente, tienen parada en la estación.
| procedencia/destino | < estación   | Línea | estación >          | destino/procedencia |
| ------------------- | ------------ | ----- | ------------------- | ------------------- |
| Valencia-Norte      | Énova-Manuel |       | Alcudia de Crespins | Mogente             |